# Encyclia asperula
Encyclia asperula là một loài thực vật có hoa trong họ Lan. Loài này được Dressler & G.E.Pollard mô tả khoa học đầu tiên năm 1973.